# Malthinus pueblensis
Malthinus pueblensis es una especie de coleóptero de la familia Cantharidae.

## Distribución geográfica
Habita en México.